# Albert Gallatin
Albert Gallatin (Genf, 1761. január 29. – Astoria, New York mellett, 1849. augusztus 12.) észak-amerikai államférfi és író.

## Élete
Svájcban született, Jean Gallatin és Sophie Albertine Rollaz gyermekeként. 1780-ban Amerikába ment és dicső részt vett a gyarmatok függetlenségi harcában, a háború bevégzése után pedig Pennsylvaniában telepedett le. 1790-ben a törvényhozó gyűlés, 1795-ben pedig a kongresszus tagjává választatott és 1801-ig az akkor ellenzéki irányú köztársasági párt egyik legkiválóbb vezére volt. 1801-ben Jefferson elnök pénzügyminiszterré nevezte ki, 1813-tól fogva mint diplomata működött. 1813-ban írta alá Angliával a békét. 1816-tól 1823-ig párizsi követ volt, 1826-tól pedig rendkívüli követ Londonban. 1826 után főképpen a tudományoknak élt és Amerika régiségei és etnográfiájának felderítése körül nagy érdemeket szerzett. Összes iratait kiadta Adams (Philadelphia, 1879, 3 kötet).

## Főbb művei
- Synopsis of the Indian tribes within the United States and in the British and Russian possessions in North America (Worcester, 1836);
- Semi-civilized nations of Mexico, Yucatan and Central America (New-York, 1845).